# Émeraude de New Providence
Chlorostilbon bracei
Espèce
Statut de conservation UICN

 EX  : Éteint
L’Émeraude de New Providence est une espèce éteinte d'oiseaux-mouches (Trochilidae) des Bahamas, connue à partir du seul spécimen type décrit par George Newbold Lawrence (1806-1895), récolté en 1877. Le nom scientifique de l'oiseau, Chlorostilbon bracei, commémore le botaniste australien Lewis Jones Knight Brace (1852-1938), récolteur de l'espèce.
Il est fort probable que l'espèce ait disparu peu après 1877. Un ornithologue présent quatre mois en 1859 dans la région où le spécimen a ensuite été trouvé n'avait pas rencontré cette espèce, signe que sa population était certainement déjà sur le déclin. Les causes de sa disparition sont inconnues.